# Paratrigonidium chopardianum
Paratrigonidium chopardianum är en insektsart som beskrevs av Viktor von Ebner-Rofenstein 1943. Paratrigonidium chopardianum ingår i släktet Paratrigonidium och familjen syrsor. Inga underarter finns listade i Catalogue of Life.